# Václav Kajdoš
Václav Kajdoš (13. května 1922, Frenštát pod Radhoštěm – 9. února 1990, Praha) byl český lékař, spisovatel a překladatel z angličtiny, francouzštiny, němčiny, ruštiny a španělštiny.

## Život
Narodil se roku 1922 ve Frenštátě pod Radhočštěm, ale ještě jako chlapec se s rodiči přestěhoval do Prahy, protože jeho otec, voják z povolání, se stal vysokým důstojníkem generálního štábu. Maturoval roku 1941 na Reálném gymnáziu v Praze a pak pracoval v Baťových závodech ve Zlíně. Po skončení druhé světové války vystudoval v letech 1945–1949 lékařství na Univerzitě Karlově Následně absolvoval důstojnický kurz ve Vojenské nemocnici, v armádě však nikdy nepracoval. Působil jako chirurg v Lokti a Karlových Varech a jako praktický lékař v Jáchymově. Zde onemocněl tuberkulózou a na čas musel opustit lékařskou praxi. Pak pracoval jako závodní lékař v ČKD v Praze a od počátku 60. let až do odchodu do důchodu roku 1984 jako chirurg v Nemocnici na Žižkově. Zabýval se také akupunkturou a patřil k předním českým odborníkům v tomto oboru.
Díky svým rozsáhlým jazykovým znalostem se brzy dostal k překladatelství. Nejprve překládal populárně vědecké texty, ale brzy začal také s beletrii, především se science fiction. Od toho byl již jen krůček k vlastní tvorbě. Když roku 1970 vydal sbírku sci-fi povídek Invaze z vesmíru, začal být považován společně s Josefem Nesvadbou, Ludivíkem Součkem a Jaroslavem Zýkou za jednoho z průkopníků české sci-fi a za představitele jakési její „české školy“ vycházející z humanistického odkazu Karla Čapka.
Zemřel roku 1990 ve věku 67 let na srdeční infarkt. Roku 1992 získal posmrtně Cenu Karla Čapka – Mloka za zásluhy.

## Vlastní dílo

### Vědecké a populárně naučné knihy
- Zázračná hmota (1965), populárně napsaná kniha sleduje dějiny vývoje vesmíru a vědecké hypotézy v oblasti fyziky a astronomie, (volně zpracováno podle ruského originálu).
- Lékaři a kouzelníci (1967), populárně napsané dějiny lékařství a způsobů léčení u různých národů od pravěku až zhruba do 18. století.
- Kovem a ohněm: akupunktura (1974), kniha o starých léčebných metodách, zejména o čínské akupunktuře, druhé doplněné vydání roku 1987 a třetí pod názvem Akupunktura, akupresura a čínská gymnastika, aneb, Kovem a ohněm roku 1997.
- Základy tradiční akupunktury (1985), učebnice akupunktury.

### Beletrie
- Pokus, povídka vydaná v časopise Věda a technika mládeži 1962, číslo 11–13.
- Kurupiru, povídka vydaná v časopise Věda a technika mládeži 1966, číslo 5–9, v antologii Železo přichází z hvězd (1983) a v druhém vydání knihy Invaze z vesmíru (2003).
- Invaze z vesmíru (1970), sbírka sci-fi povídek, obsahuje povídky Volavkovy celery, Nádor, Příbuzní, Kotě, Drak, Hmota bez tvaru, Hra se stínem, Ples loutek, Neřešitelná otázka a Pavouci. Druhé vydání z roku 2003 bylo rozšířeno o povídku Kurupiru.
- Pás (1983), povídka vydaná v antologii Železo přichází z hvězd.
- Sluneční vůz (1983), povídka vydaná v antologii Železo přichází z hvězd.
- Zahrada bohů (1990), dobrodružný román o kolonizaci západní Afriky v 6. stol. př. n. l.
- Dlouhá průrva, povídka o civilizaci inteligentních hlavonožců vydaná v časopise Sedmička pionýrů 1990, číslo 27–42 a v antologii Povídky ze Sedmičky (1993).

## Překlady

### Překlady z angličtiny
- Lewis Padgett: Chrudošiví jsou borolové (1962).
- James H. Neal: Kouzlo džu-džu hrozí (1969).
- Robert A. Heinlein: Dvojník (1970), obsaženo v knize Únos na Mars.
- Clifford D. Simak: Když ještě žili lidé (1970) a jako Město (1992)
- Poul Anderson: Strážci času (1970).
- Lewis Padgett: Trable s elektrárnou (1987).
- Joseph H. Delaney a Marc Stiegler: Valentina (1988).
- Howard Phillips Lovecraft: Chladný vzduch (1989).
- Howard Phillips Lovecraft: Stín nad Innsmouthem (1990).
- Howard Phillips Lovecraft: Případ Charlese Dextera Warda (vydáno 1996).

### Překlady z francouzštiny
- Ferdinand Oyono: Starý černoch a metál (1959).
- Camara Laye: Černé dítě (1967).

### Překlady z němčiny
- Hans Pfeiffer: Mrtví vypovídají: soudní lékařství ve službách pravdy (1974).

### Překlady z ruštiny
- Esfir Davidovna Tykočinskaja: Základy akupunktury (1984).

### Překlady ze španělštiny
- Juan Rulfo: Llano v plamenech (1964).